# Odmori se, zaslužio si
Odmori se, zaslužio si je hrvatska humoristična serija koja je s emitоvanjem krenula 26. februara 2006. godine. Serija je nastala prema ideji Gorana Tribusona i Snježane Tribuson. Riječ je o seriji čija je gledanost dostizala i oko 20% posto, a bili su gledaniji i od središnjeg Dnevnika HTV-a. Uprkos činjenici da je serija zbog odlične gledanosti obnovljena za još 4 sezone, još uvek nije pronađena ni jedna nezavisna produkcijska kuća koja bi je radila.   Snimanje nove sezone krenulo je krajem 2012. godine.  Dana 1. januara 2014. emitirana je zadnja epizoda.
Sa emitiranjem u Srbiji serija je krenula 14. decembra 2017. na kanalu Top TV.

## Sinopsis
Serija prati život porodice Kosmički, čija je glava otac Marko, službenik u katastru i koji to uvek dodatno naglašava. On je glavni priskrbljivač porodice, pa brigu o ženi i troje odrasle dece smatra teškim teretom koji ga je učinio žangrizavim i punim pametnih saveta sinovima i kćeri koji ga, naravno, nikad ne poslušaju. Supruga Ruža je domaćica koja najčešće smiruje svađe između Marka i dece. Glavni "neprijatelji" su im komšije Bajsovi koji imaju mesarski obrt i koji su u stalnom takmičenju s Kosmičkima. 
Najstariji sin Dudo je "razmetni sin" koji je uvek u nekim mutnim, poduzetničkim poduhvatima. Kćer Biba je večni student, a drugi sin Neno je hipohondar, amaterski glumac i voditelj dečje televizijske emisije Korak-korakčić.
Glavni junaci serije Marko i Ruža Kosmički pojavljuju se u gostujućoj ulozi u jednoj epizodi u 2. sezoni gledanog hrvatskoh sitkoma Stipe u gostima.

## Pregled
| Sezona | Sezona   | Epizoda | Originalno emitiranje | Originalno emitiranje |
| Sezona | Sezona   | Epizoda | Premijera sezone      | Kraj sezone           |
| ------ | -------- | ------- | --------------------- | --------------------- |
|        | Specijal | 1       | 25. decembar 2005.    | 25. decembar 2005.    |
|        | 1        | 15      | 26. februar 2006.     | 4. jun 2006.          |
|        | 2        | 10      | 25. mart 2007.        | 27. maj 2007.         |
|        | 3        | 15      | 12. oktobar 2008.     | 18. januar 2009.      |
|        | 4        | 15      | 24. januar 2010.      | 9. maj 2010.          |
|        | 5        | 17      | 10. februar 2013.     | 16. jun 2013.         |

## Uloge

### Glavna postava
| Glumac/glumica     | Lik                   | Sezona u seriji |
| ------------------ | --------------------- | --------------- |
| Ivo Gregurević     | Marko Kosmički        | 1—5.            |
| Vera Zima          | Ruža Kosmički         | 1—5.            |
| Goran Navojec      | Dudo Kosmički         | 1—5.            |
| Igor Mešin         | Neno Kosmički         | 1—5.            |
| Ksenija Marinković | Melita Bajs           | 1—5.            |
| Zoran Čubrilo      | Berti                 | 1—5.            |
| Žarko Potočnjak    | Cindrić               | 1—5.            |
| Otokar Levaj       | Gnjidić               | 1—5.            |
| Goran Grgić        | doktor                | 1—5.            |
| Dora Fišter        | Biba Kosmički #2      | 2—5.            |
| Ecija Ojdanić      | Beti                  | 2—5.            |
| Siniša Popović     | Marijan Bajs #2       | 5.              |
| Enis Bešlagić      | Viktor Kompatić-Kompa | 5.              |

### Seriju su napustili
| Glumac/glumica       | Lik                 | Sezona u seriji |
| -------------------- | ------------------- | --------------- |
| Dijana Bolanča       | Biba Kosmički #1    | 1.              |
| Predrag Vušović †    | Jakov Didulica-Dida | 1—4.            |
| Ante Čedo Martinić † | Marijan Bajs #1     | 1—4.            |

## Spoljašnje veze
- Odmori se, zaslužio si na sajtu  (jezik: engleski)